# Albert-Auguste Fauvel
Albert-Auguste Fauvel, född 7 november 1851 i Cherbourg, Frankrike, död 3 november 1909 i Cherbourg,  var en fransk naturhistoriker. Han är mest känd för att vara den första att i detalj beskriva den kinesiska alligatorn.